# Pubblicazioni della Legione dei Super-Eroi
Quest'articolo è una lista delle pubblicazioni della Legione dei Super-Eroi. La lista è in ordine approssimativamente cronologico.

## Continuità originale
- Adventure Comics n. 247, n. 267, n. 282, n. 290, n. 293
- Action Comics n. 267, n. 276, n. 287, e dal n. 289 al n. 290
- Superboy n. 86, n. 89, n. 98
- Adventure Comics dal n. 300 al n. 380
- Superboy n. 147 (in origine, comparve durante la serie Adventure)
- Action Comics dal n. 377 al n. 392, n. 591
- Legione dei Super-Eroi (ristampa)
- Superboy n. 172, n. 176, n. 185, n. 191, n. 195
- Superboy e la Legione dei Super-Eroi dal n. 197 al n. 258
- Karate Kid dal n. 1 al n. 15
- All-New Collectors' Edition n. C-55 (Superboy e la Legione dei Super-Eroi)
- Legione dei Super-Eroi vol. 2 dal n. 259 al n. 313, Annual dal n. 1 al n. 3
- Secrets of the Legion of Super-Heroes dal n. 1 al n. 3
- Tales of the Legion of Super-Heroes dal n. 314 al n. 325 (ristampa di Legione dei Super-Eroi vol. 3 dopo il n. 325)
- Legione dei Super-Eroi vol. 3 dal n. 1 al n. 63, Annual dal n. 1 al n. 4 (serie Baxter)
- Legione degli Eroi Sostituti Special n. 1
- Legionnaires 3 dal n. 1 al n. 4
- Cosmic Boy dal n. 1 al n. 4
- Superman vol. 2 n. 8
- Action Comics n. 591
- Who's Who in the Legion of Super-Heroes dal n. 1 al n. 7

Membri della Legione che comparvero durante "Absolute Power":
- Superman/Batman dal n. 14 al n. 18[1]

## Five Year Gap (incluse le squadre originale e Batch SW6)
- Legione dei Super-Eroi vol. 4 dal n. 1 al n. 61, Annual dal n. 1 al n. 5
- Legionnaires dal n. 1 al n. 18
- Timber Wolf dal n. 1 al n. 5
- Valor dal n. 1 al n. 23

## Reboot continuity
- Legione dei Super-Eroi Secret Files n. 1
- Legione dei Super-Eroi vol. 4 n. 0, dal n. 62 al n. 125, n. 1000000, Annual dal n. 6 al n. 7
- Legionnaires n. 0, dal n. 19 al n. 81, n. 1000000, Annual dal n. 2 al n. 3[2]
- Legends of the Legion dal n. 1 al n. 4
- Legion Science Police dal n. 1 al n. 4
- Superman Plus the Legion of Super-Heroes n. 1
- Adventures of Superman n. 540
- The Final Night dal n. 1 al n. 4
- Inferno dal n. 1 al n. 4
- Showcase '96 dal n. 10 al n. 12
- Legion Lost dal n. 1 al n. 12
- Legion Worlds dal n. 1 al n. 6
- The Legion dal n. 1 al n. 38
- Teen Titans vol. 3 n. 16
- Titans/Legion of Super-Heroes: Universe Ablaze dal n. 1 al n. 4
- Teen Titans/Legion Special n. 1
- Crisi infinita n. 6
- Crisi finale: la Legione dei 3 mondi dal n. 1 al n. 5

## Squadra Post-Crisi Infinita
- Justice League of America vol. 2 dal n. 8 al n. 10
- Justice Society of America vol. 3 dal n. 5 al n. 6
- Action Comics dal n. 858 al n. 864
- Countdown dal n. 50 al n. 48, n. 45, dal n. 42 al n. 41, dal n. 39 al n. 37, dal n. 35 al n. 34, dal n. 31 al n. 27 (discendendo in ordine numerico)
- Countdown a Crisi finale dal n. 26 al n. 23, dal n. 21 al n. 20, dal n. 15 al n. 13, dal n. 11 al n. 6 (discendendo in ordine numerico)
- Supergirl vol. 5 dal n. 21 al n. 22
- Adventure Comics Special Featuring Guardian
- Crisi finale: la Legione dei 3 mondi dal n. 1 al n. 5
- Adventure Comics vol. 2 dal n. 1 al n. 12 (rinumerati dal vol. 1 dal n. 516 al n. 529)
- Legione dei Super-Eroi vol. 6 dal n. 1 al n. 16

## New 52
- Legione dei Super-Eroi vol. 7 dal n. 1 al n. ?, n. 0
- Legion Lost vol. 2 dal n. 1 al n. 16, n. 0
- Legion: Secret Origin dal n. 1 al n. 6
- Legione dei Supercriminali n. 1
- Star Trek / Legion of Super-Heroes dal n. 1 al n. 6

## Altri fumetti
- Adventures in the DC Universe n. 10
- Legione dei Super-Eroi nel 31º secolo dal n. 1 al n. 20

## Raccolte in volume
Le varie serie della Legione furono raccolte nelle seguenti edizioni in volume. 

Le edizioni "Archives" sono rilegate con copertina cartonata, mentre la maggior parte delle restanti edizioni sono tipici volumi brossurati.  

I 100-page spectaculars" sono raccolte che DC ha realizzato insieme ai vari cartonati e brossurati, ma solo per il mercato delle fumetterie statunitensi. Sono rilegati con dorso squadrato e hanno una copertina semi-rigida.
| Titolo                                                                                  | Materiale raccolto | Data di pubblicazione            | ISBN                                          |
| Originale                                                                               | Originale | Originale                        | Originale                                     |
| --------------------------------------------------------------------------------------- | --- | -------------------------------- | --------------------------------------------- |
| Showcase Presents: Legion of Super-Heroes Vol. 1 (B&W)                                  | Adventure Comics n. 247, 267, 282, 290, 293, 300-321 Action Comics n. 267, 276, 287, 289 Superboy n. 86, 89, 98 Superman n. 147, Annual n. 4 Superman's Pal Jimmy Olsen n. 72, 76 | 4 aprile 2007                    | ISBN 9781401213824                            |
| Showcase Presents: Legion of Super-Heroes Vol. 2 (B&W)                                  | Adventure Comics n. 322-348 Superboy n. 117, 125 | 22 aprile 2008                   | ISBN 9781401217242                            |
| Showcase Presents: Legion of Super-Heroes Vol. 3 (B&W)                                  | Adventure Comics n. 349-368 Superman's Pal Jimmy Olsen n. 106 | 28 aprile 2009                   | ISBN 9781401221850                            |
| Showcase Presents: Legion of Super-Heroes Vol. 4 (B&W)                                  | Adventure Comics n. 369-380 Action Comics n. 378-387, 389-392 Superboy n. 172-173, 176, 183-184, 188, 190-191 | 22 settembre 2010                | ISBN 9781401229412                            |
| Legion of Super-Heroes Archives Vol. 1 (prima stampa)                                   | Adventure Comics n. 247, 267, 282, 290, 293, 300-305 Action Comics n. 267, 276, 287, 289 Superboy n. 86, 89, 98 Superman n. 147, Annual n. 4 | 1991                             | ISBN 1563890208                               |
| Legion of Super-Heroes Archives Vol. 2 (prima stampa)                                   | Adventure Comics n. 306-317 Superman's Pal Jimmy Olsen n. 72 | 1992                             | ISBN 1563890577                               |
| Legion of Super-Heroes Archives Vol. 3 (prima stampa)                                   | Adventure Comics n. 318-328 Superman's Pal Jimmy Olsen n. 76 Superboy n. 117 | 1993                             | ISBN 1563891026                               |
| Legion of Super-Heroes Archives Vol. 4 (prima stampa)                                   | Adventure Comics n. 329-339 Superboy n. 124-125 | 1994                             | ISBN 1563891239                               |
| Legion of Super-Heroes Archives Vol. 5 (prima stampa)                                   | Adventure Comics n. 340-349 | 1995                             | ISBN 1563891549                               |
| Legion of Super-Heroes Archives Vol. 6 (prima stampa)                                   | Adventure Comics n. 350-358 | novembre 1996                    | ISBN 1563892774                               |
| Legion of Super-Heroes Archives, Vol. 7 (prima stampa)                                  | Adventure Comics n. 359-367 Superman's Pal Jimmy Olsen n. 106 | ottobre 1997                     | ISBN 1563893983                               |
| Legion of Super-Heroes Archives Vol. 8 (prima stampa)                                   | Adventure Comics n. 368-376 Superboy n. 147 | ottobre 1998                     | ISBN 1563894300                               |
| Legion of Super-Heroes Archives Vol. 9                                                  | Adventure Comics n. 377-380 Action Comics n. 378-387, 389-392 | 1º novembre 1999                 | ISBN 1563895145                               |
| Legion of Super-Heroes Archives Vol. 10                                                 | Superboy n. 172-173, 176, 183-184, 188, 190-191, 193, 195, 197-202 Adventure Comics n. 403 | 1º ottobre 2000                  | ISBN 1563896281                               |
| Legion of Super-Heroes Archives Vol. 11                                                 | Superboy n. 203-212 Amazing World of DC Comics n. 9 (una pagina) | 1º agosto 2001                   | ISBN 156389730X                               |
| Legion of Super-Heroes Archives Vol. 12                                                 | Superboy n. 213-223 Karate Kid n. 1 | 1º maggio 2003                   | ISBN 1563899612                               |
| Legion of Super-Heroes Archives Vol. 13                                                 | Legione dei Super-Eroi vol. 2 n. 224-233 | 27 marzo 2012                    | ISBN 1401234399                               |
| DC Comics Classics Library: The Legion of Super-Heroes: The Life and Death of Ferro Lad | Adventure Comics n. 346, 347, 352-355, 357 | marzo 2009                       | ISBN 9781401221935                            |
| Legion of Super-Heroes: The Great Darkness Saga (prima stampa)                          | Legione dei Super-Eroi vol. 2 n. 287, 290-294, Annual n. 3 | 1989                             | ISBN 9780930289430                            |
| Legion of Super-Heroes: The Great Darkness Saga Deluxe Edition (copertina rigida)       | Legione dei Super-Eroi vol. 2 n. 284-296, Annual n. 1 | 17 novembre 2010                 | ISBN 9781401229610                            |
| Legion of Super-Heroes: The Curse Deluxe Edition (copertina rigida)                     | Legione dei Super-Eroi vol. 2 n. 297-313, Annual n. 2-3 | settembre 2011                   | ISBN 9781401230982                            |
| Legion of Super-Heroes: An Eye for an Eye                                               | Legione dei Super-Eroi vol. 3 n. 1-6 | 5 dicembre 2007                  | ISBN 9781401215699                            |
| Legion of Super-Heroes: The More Things Change                                          | Legione dei Super-Eroi vol. 3 n. 7-13 | 16 dicembre 2008                 | ISBN 9781401219444                            |
| Superman: The Man of Steel Vol. 4                                                       | Adventures of Superman n. 430-431 Action Comics n. 590-591 Superman vol. 2 n. 7-8 Legione dei Super-Eroi vol. 3 n. 37-38 | 1º settembre 2005                | ISBN 9781401204556                            |
| Reboot                                                                                  | |                                  |                                               |
| Legion of Super-Heroes: The Beginning of Tomorrow                                       | Legione dei Super-Eroi vol. 4 n. 0, n. 62-65 Legionnaires n. 0, n. 19-22 | 1º settembre 1999                | ISBN 9781563895159                            |
| DC Comics Presents: Legion of Super-Heroes n. 1 (100-page spectacular)                  | Legione dei Super-Eroi vol. 4 n. 122-123 Legionnaries n. 79-80 | aprile 2011                      |                                               |
| Legion Lost (copertina rigida)                                                          | Legion Lost n. 1-12 | giugno 2011                      | ISBN 9781401231200                            |
| The Legion: Foundations                                                                 | The Legion n. 25-30 | 1º settembre 2004                | ISBN 9781401203382                            |
| Threeboot                                                                               | |                                  |                                               |
| Legion of Super-Heroes, Vol. 1: Teenage Revolution                                      | Legione dei Super-Eroi vol. 5 n. 1-6 | 1º dicembre 2005                 | ISBN 9781401204822                            |
| Legion of Super-Heroes Vol. 2: Death of a Dream                                         | Legione dei Super-Eroi vol. 5 n. 7-13 | 1º maggio 2006                   | ISBN 9781401209711                            |
| Supergirl and the Legion of Super-Heroes Vol. 3: Strange Visitor from Another Century   | Legione dei Super-Eroi vol. 5 n. 14-15 Supergirl and the Legion of Super-Heroes n. 16-19 | 25 ottobre 2006                  | ISBN 9781401209162                            |
| Supergirl and the Legion of Super-Heroes, Vol. 4: Adult Education                       | Supergirl and the Legion of Super-Heroes n. 20-25 | 7 aprile 2007                    | ISBN 9781401212445                            |
| Supergirl and the Legion of Super-Heroes, Vol. 5: The Dominator War                     | Supergirl and the Legion of Super-Heroes n. 26-30 | 5 settembre 2007                 | ISBN 9781401214425                            |
| Supergirl and the Legion of Super-Heroes: The Quest for Cosmic Boy                      | Supergirl and the Legion of Super-Heroes n. 31-36 | 15 aprile 2008                   | ISBN 9781401216955                            |
| Legion of Super-Heroes: Enemy Rising                                                    | Legione dei Super-Eroi vol. 5 n. 37-44 | 28 ottobre 2008 3 novembre 2009  | HC: ISBN 9781401219932 SC: ISBN 9781401220181 |
| Legion of Super-Heroes: Enemy Manifest                                                  | Legione dei Super-Eroi vol. 5 n. 45-50 | 19 maggio 2009 25 maggio 2010    | HC: ISBN 9781401223045 SC: ISBN 9781401223052 |
| Post-Crisi infinita                                                                     | |                                  |                                               |
| Justice League of America, Vol. 2: The Lightning Saga                                   | Justice League of America vol. 2 n. 0, 8-12 Justice Society of America vol. 3 n. 5-6 | 13 febbraio 2008 27 gennaio 2009 | HC: ISBN 9781401216528 SC: ISBN 9781401218690 |
| Superman e la Legione dei Super-Eroi                                                    | Action Comics n. 858-863 | 22 luglio 2008 21 luglio 2009    | HC: ISBN 9781401218195 SC: ISBN 9781401219048 |
| Crisi finale: la Legione dei 3 mondi                                                    | Final Crisis: Legion of 3 Worlds n. 1-5 | 27 ottobre 2009 26 ottobre 2010  | HC: ISBN 9781401223243 SC: ISBN 9781401223250 |
| DC Comics Presents: Legion of Super-Heroes n. 2 (100-page spectacular)                  | Adventure Comics vol. 1 n. 247 Adventure Comics vol. 2 n. 1-4 (= Adventure Comics vol. 1 n. 504-507) Action Comics n. 864, 900, Annual n. 1 | febbraio 2012                    |                                               |
| Superboy e la Legione dei Super-Eroi: The Early Years                                   | Adventure Comics vol. 1 n. 515-520 | 24 maggio 2011                   | ISBN 9781401231682                            |
| Legion of Super-Heroes: The Choice                                                      | Legione dei Super-Eroi vol. 6 n. 1-6 | 20 aprile 2011 gennaio 2013      | HC:ISBN 9781401230395 SC: ISBN 978-1401230401 |
| Legion of Super-Heroes v2: Consequences                                                 | Legione dei Super-Eroi vol. 6 n. 7-10 Adventure Comics vol. 1 n. 521-522 Legione dei Super-Eroi Annual n. 1 | 7 settembre 2011                 | HC:ISBN 9781401232382                         |
| Legion of Super-Heroes v3: When Evil Calls                                              | Legione dei Super-Eroi vol. 6 n. 11-16 Adventure Comics vol. 1 n. 523-529 Legione dei Supercriminali n. 1 | 11 aprile 2012                   | ISBN 9781401233679                            |
| The New 52                                                                              | |                                  |                                               |
| Legion of Super-Heroes v1: Hostile World                                                | Legione dei Super-Eroi vol. 7 n. 1-7 | 3 luglio 2012                    | ISBN 9781401235017                            |
| Generali                                                                                | |                                  |                                               |
| Legion of Super-Heroes: 1,050 Years of the Future Anthology (tascabile)                 | Adventure Comics n. 247, 304, 312, 354-355 Limited Collectors' Edition n. C-49 (porzioni) Superboy n. 212 All-New Collectors' Edition n. C-55 (porzioni) Legione dei Super-Eroi vol. 2 n. 300 History of the DC Universe Portfolio (porzioni) Legione dei Super-Eroi vol. 4 n. 0 Legends of the DCU 80-Page Giant n. 2 The Legion n. 3 | 17 giugno 2008                   | ISBN 9781401217914                            |